# Monomorium lubricum
Monomorium lubricum är en myrart som beskrevs av Arnold 1948. Monomorium lubricum ingår i släktet Monomorium och familjen myror. Inga underarter finns listade i Catalogue of Life.